# Phrurolithus bifidus
Phrurolithus bifidus là một loài nhện trong họ Phrurolithidae.
Loài này thuộc chi Phrurolithus. Phrurolithus bifidus được miêu tả năm 2004 bởi Chang-Min Yin et al..